# 臺南大空襲
臺南大轟炸是第二次世界大戰中美軍對日屬台灣台南市所發動的空襲，1945年3月1日美軍軍機對臺南行政中心所在地區進行大規模無差別轟炸，包括台南州廳屋頂等中彈崩塌，總督府台南病院、台南孔廟、林百貨皆遭受轟炸波及。作為臺南博物館館舍的兩廣會館全毀。
- 臺南博物館館舍臺南兩廣會館毀於空襲
- 總督府台南病院遭受轟炸
- 台南州廳遭轟炸後畫面
- 林百貨屋頂保留的彈痕